# Surcouf, le tigre des sept mers
Cet article possède un paronyme, voir La Tigre dei sette mari.
Série
Tonnerre sur l'océan Indien
Pour plus de détails, voir Fiche technique et Distribution.
Surcouf, le tigre des sept mers (Surcouf, l'eroe dei sette mari) est un film franco-italo-espagnol réalisé par Sergio Bergonzelli et Roy Rowland et sorti en 1966.

## Synopsis
Le lieutenant Robert Surcouf quitte Saint-Malo et Marie-Catherine, sa bien-aimée, dont le père lui refuse la main, pour aller bouter l’Anglais qui encercle l'Île de France située dans l'océan Indien. Victorieux et de retour en France, il est séduit par une Anglaise, Margaret Carruthers, alors qu’elle est promise à Lord Blackwood : Surcouf a rencontré celui qui va devenir son pire ennemi…

## Fiche technique
- Titre : Surcouf, le tigre des sept mers
- Titre original : Surcouf, l'eroe dei sette mari
- Titre espagnol : El tigre de los siete mares[1]
- Réalisation : Sergio Bergonzelli, Roy Rowland
- Scénario : José Antonio de la Loma, Georges de La Grandière, Gerald Savery, Giovanni Simonelli d’après une histoire de Georges de La Grandière et Jacques Séverac
- Dialogues : Guy Farrell
- Musique : Georges Garvarentz
- Chanson : Surcouf, paroles de Noël Roux et musique de Georges Garvarentz, est interprétée par Les Compagnons de la chanson
- Assistant réalisateur : Georges Farrel
- Direction de la photographie : Juan Gelpi
- Décors : Juan Alberto Soler
- Costumes : Román Calatayud
- Montage : Jean-Michel Gautier
- Pays de production :  Espagne,  France,  Italie
- Langue de tournage : anglais
- Tournage extérieur : Barcelone (Espagne)
- Producteurs : Roy Rowland, Nathan Wachsberger
- Sociétés de production : Balcázar Producciones Cinematográficas (Espagne), Édition et Diffusion Cinématographique (France), Rialto Film (France), Arco Film (Italie)
- Société de distribution : Cinévog
- Format : couleur par Technicolor — 2.35:1 Techniscope — son monophonique — 35 mm
- Genre : Aventure, Cape et épée
- Durée : 98 min
- Date de sortie : 
  - France : 23 août 1966

## Distribution
- Gérard Barray (VF : Lui-même) : Robert Surcouf
- Antonella Lualdi : Margaret Carruthers
- Terence Morgan : Lord Blackwood
- Geneviève Casile : Marie-Catherine Blaize de Maisonneuve
- Armand Mestral (VF : Lui-même) : le capitaine Hans
- George Rigaud (VF : Jacques Hilling) : l’amiral français
- Frank Oliveras (VF : Jean-Claude Michel) : le lieutenant Nicolas Surcouf
- A. Vidal Molina (VF : Renaud Mary) : André Chamblais
- José Maria Caffarel (VF : Henri Poirier) : M. Blaise
- Tomás Blanco (VF : Roger Tréville) : le gouverneur Malartic
- Gonzalo Esquiroz (VF : Jean Michaud) : le capitaine Toward
- Gérard Tichy (VF : Bernard Noël) : le lieutenant Fernand Kernan
- Rossella Bergamonti (VF : Marie Francey) : Louisa
- Giani Esposito (crédité Luigi Esposito) : Napoléon
- Mónica Randall (VF : Claire Guibert) : Joséphine de Beauharnais